# Église Santa Reparata de Morosaglia
L'église Santa Reparata est une église située à Morosaglia, en France.

## Description
Santa Reparata (Santa Riparata) est une église piévane, une église dite « pisane ».
La façade occidentale comporte le portail constitué d'une porte à deux battants en bois de fabrication récente et d'un linteau surmonté d'un arc avec un tympan monolithe sculpté. À l'étage supérieur, la présence d'une fenêtre témoigne d'un remaniement sous influence du baroque italien importé en Corse dès la fin du XVIe siècle. Cette fenêtre, située dans l'axe de symétrie verticale, a une forme de rectangle accolé à deux voûtes en arc-de-cercle au-dessus et en-dessous. L'ajout tardif du clocher est bien visible.
Sur la façade nord on remarque l'existence d'une ancienne porte qui a été obturée, ainsi qu'une plaque mortuaire portant les inscriptions : Pax Sepoltura di prete Desiderio Mariani professore giubbilato e parroco di Morosaglia 1803 - 1873.
La façade sud possède une porte, une fenêtre ainsi qu'une fenêtre-meurtrière, d'un style différent de celle de l'abside.
Elle recèle un polyptyque du maître-autel Vierge en majesté entre saint Jean-Baptiste et sainte Réparate, une peinture sur bois du peintre Carli Francesco, datée du XVIe siècle, entièrement repeinte au XVIIIe siècle, et classée Monument historique.

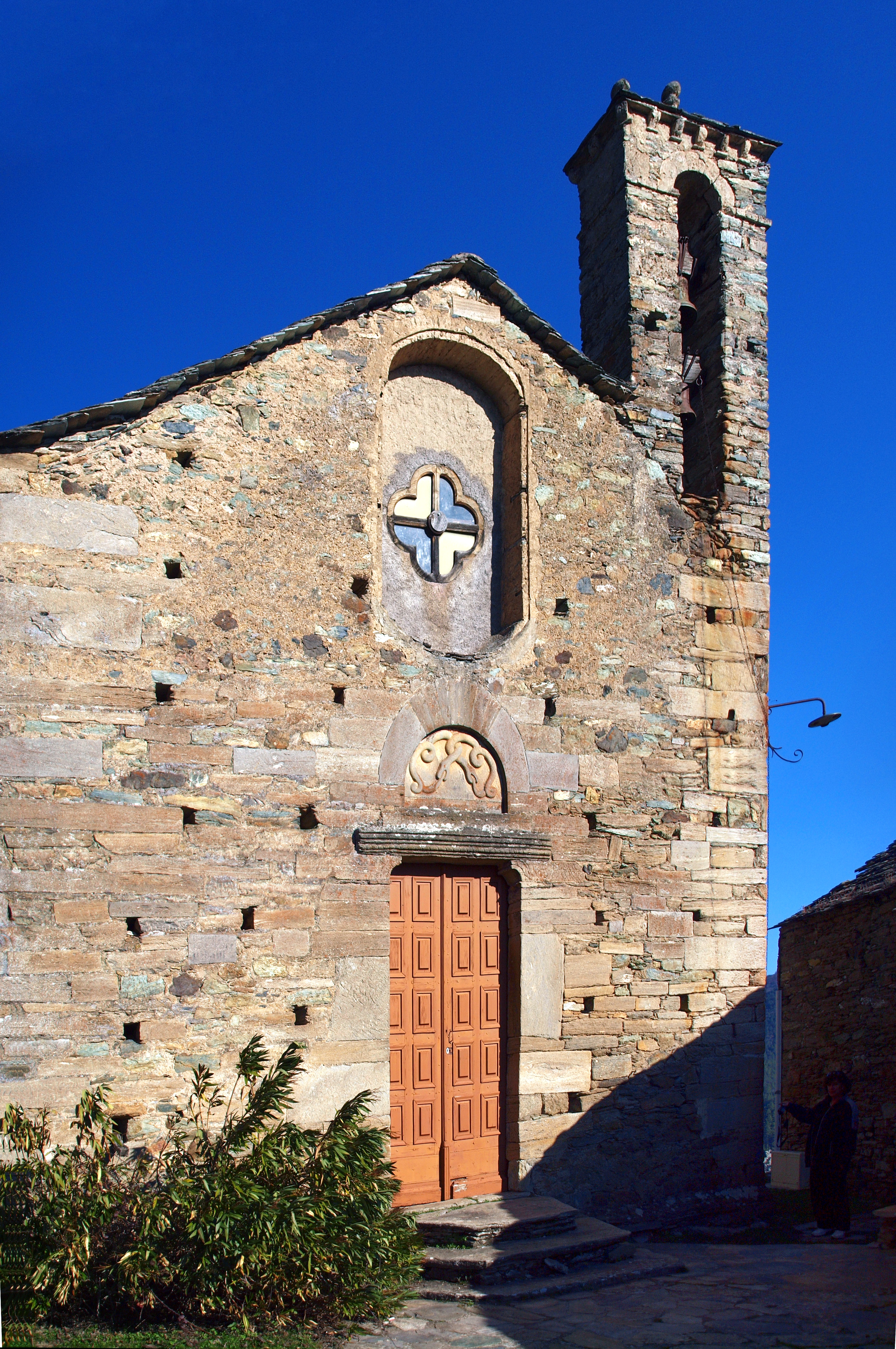
Façade occidentale.
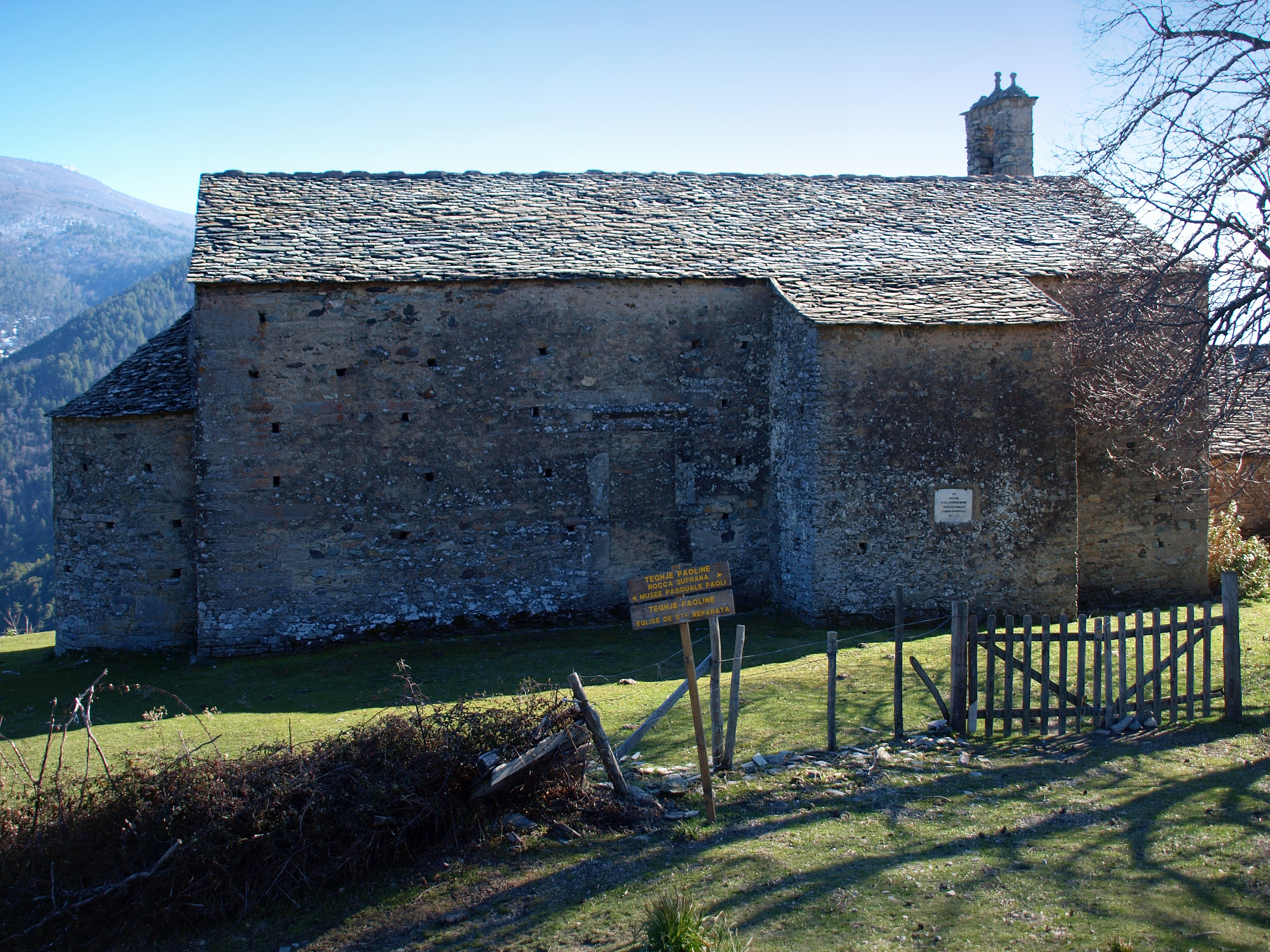
Façade nord.
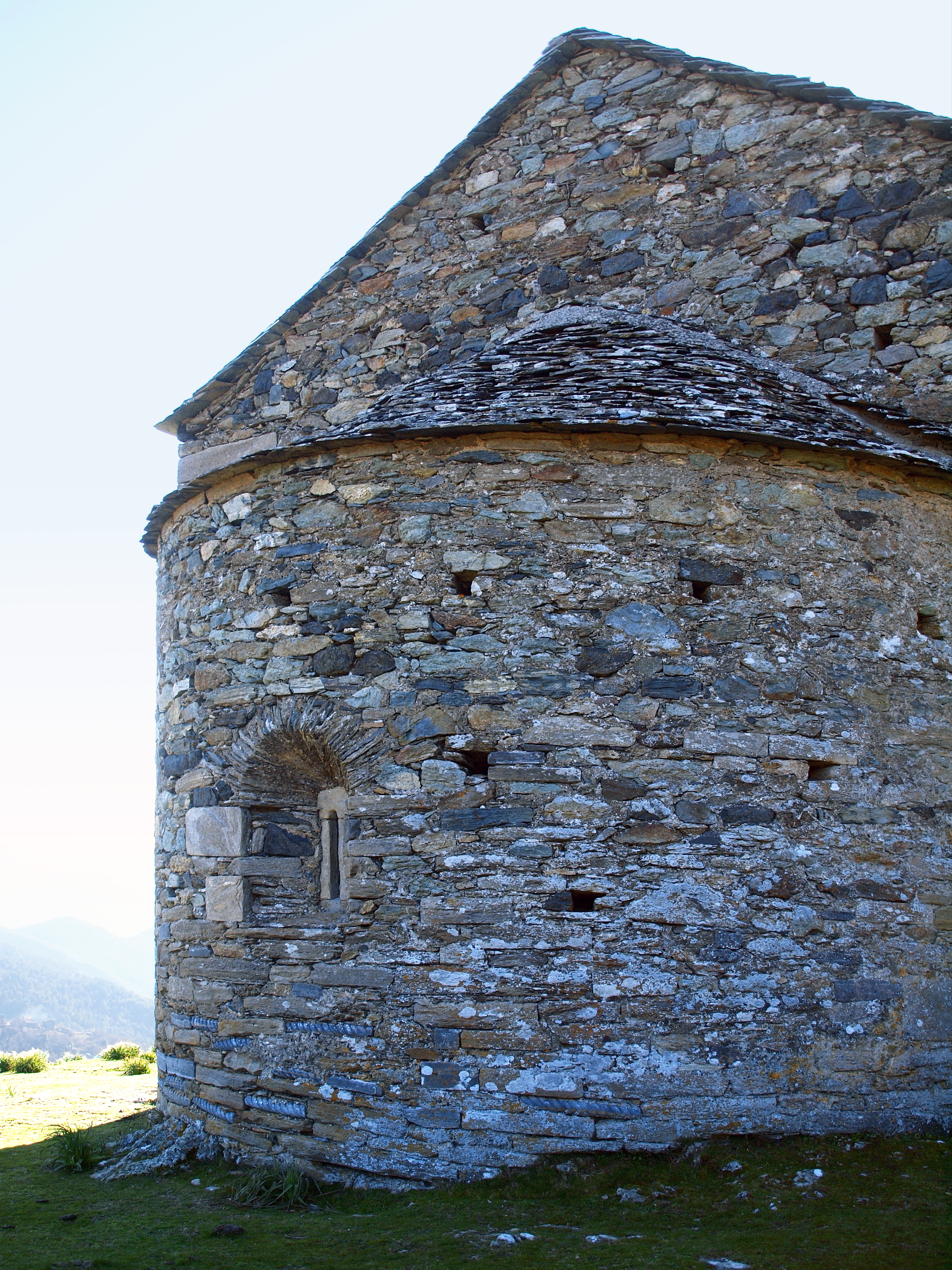
Façade orientale, abside.
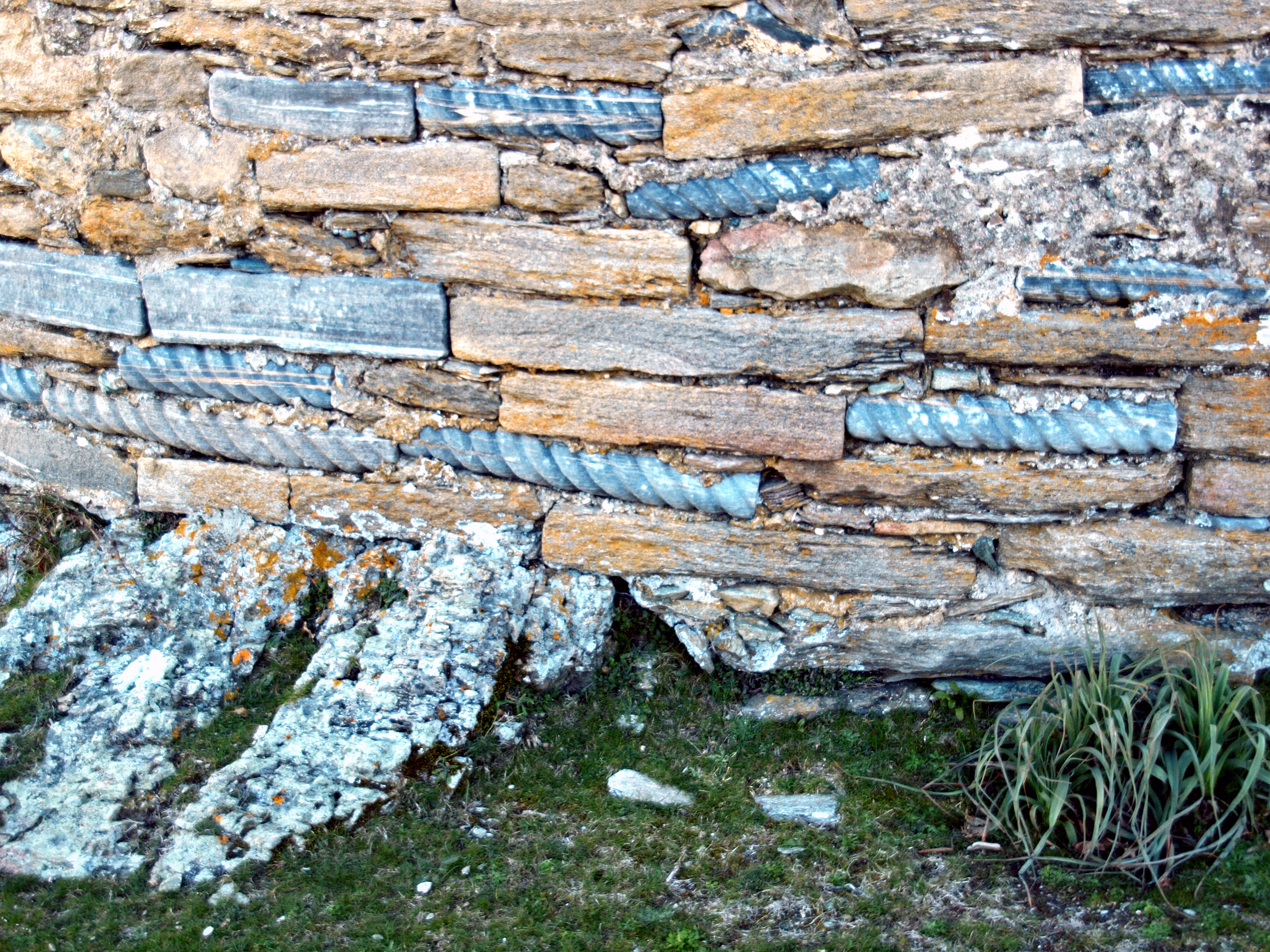
Appareillage de la base de l'abside.
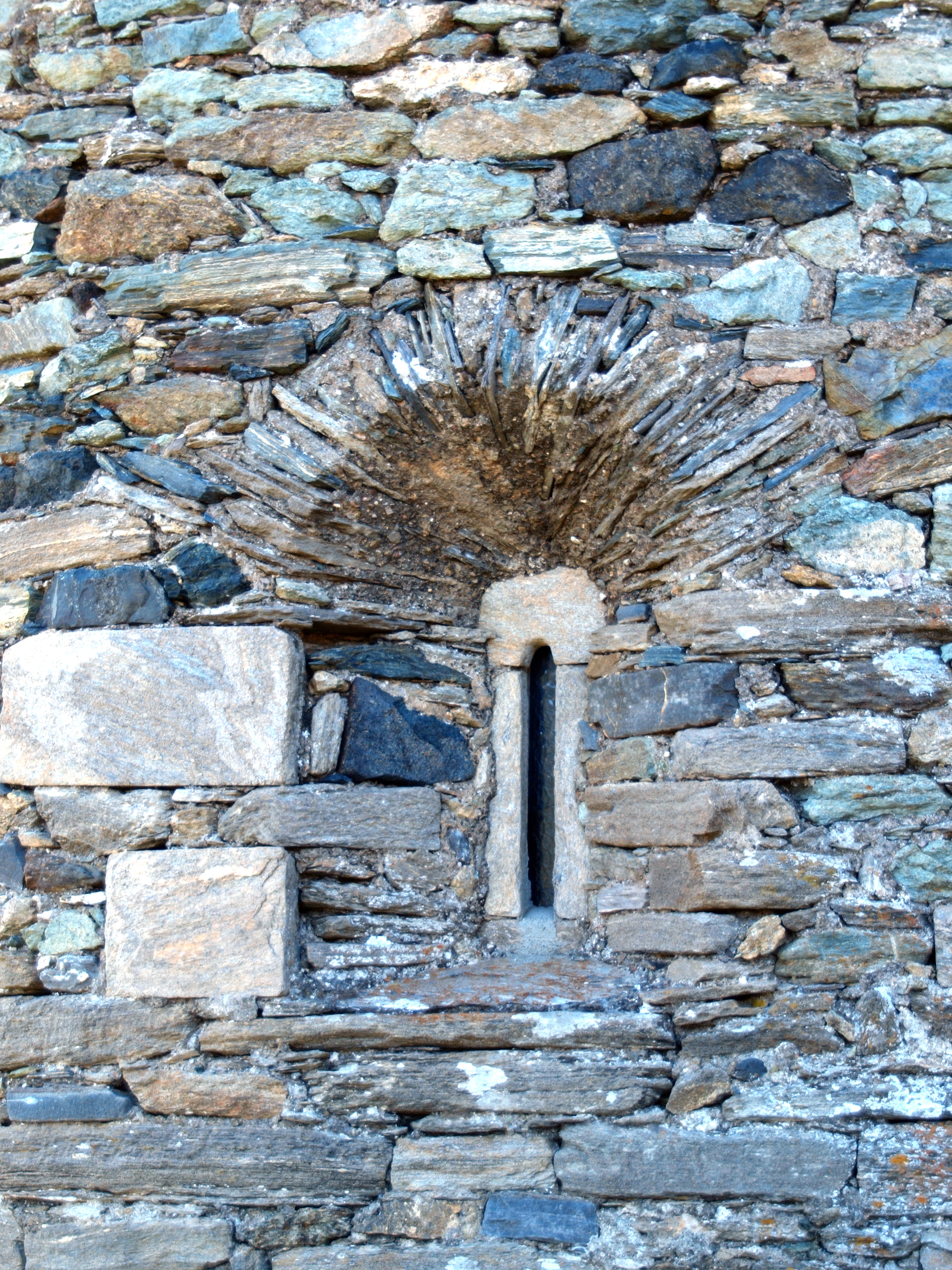
Fenêtre-meurtrière de l'abside.
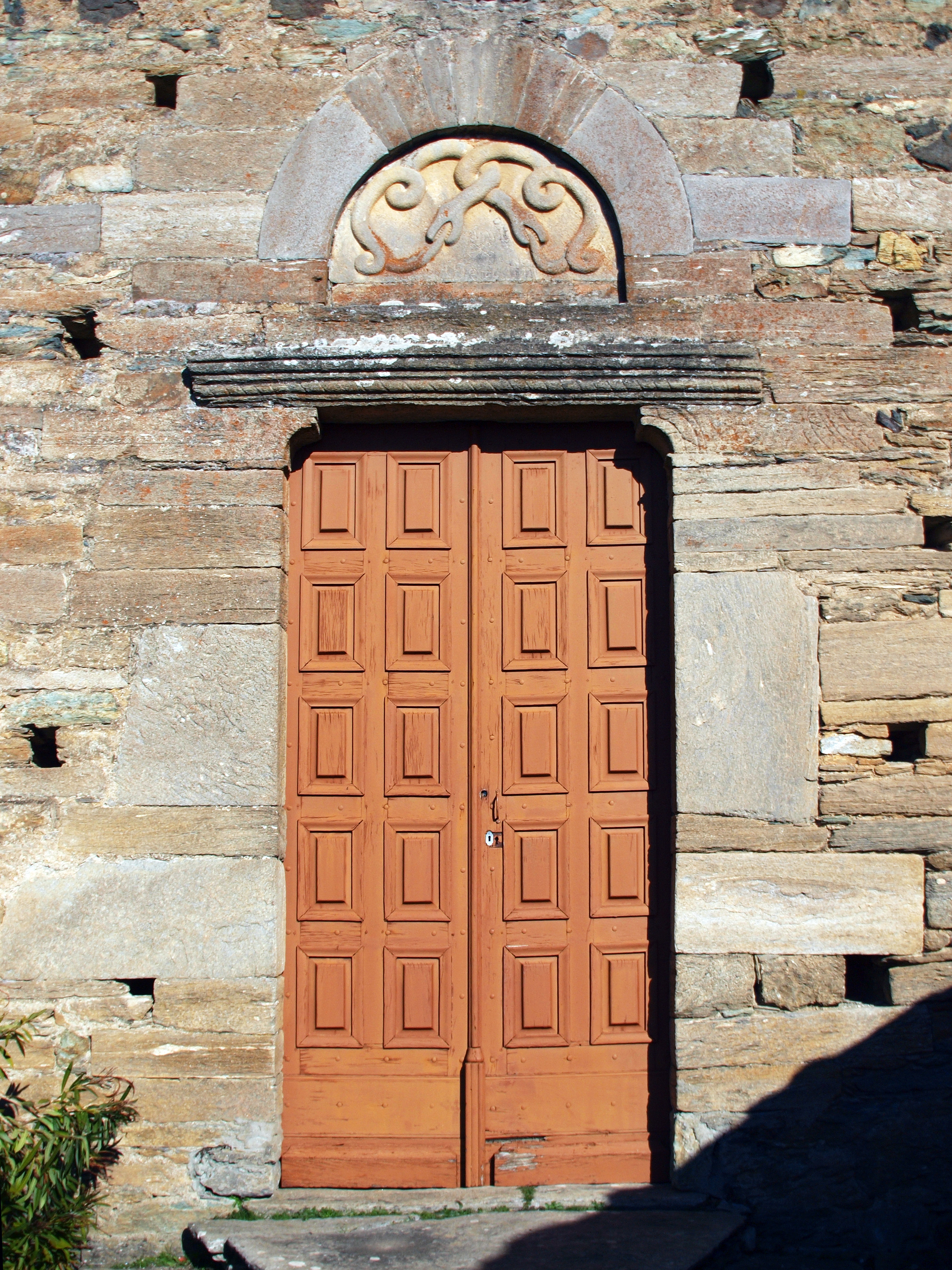
Porte principale, façade occidentale.
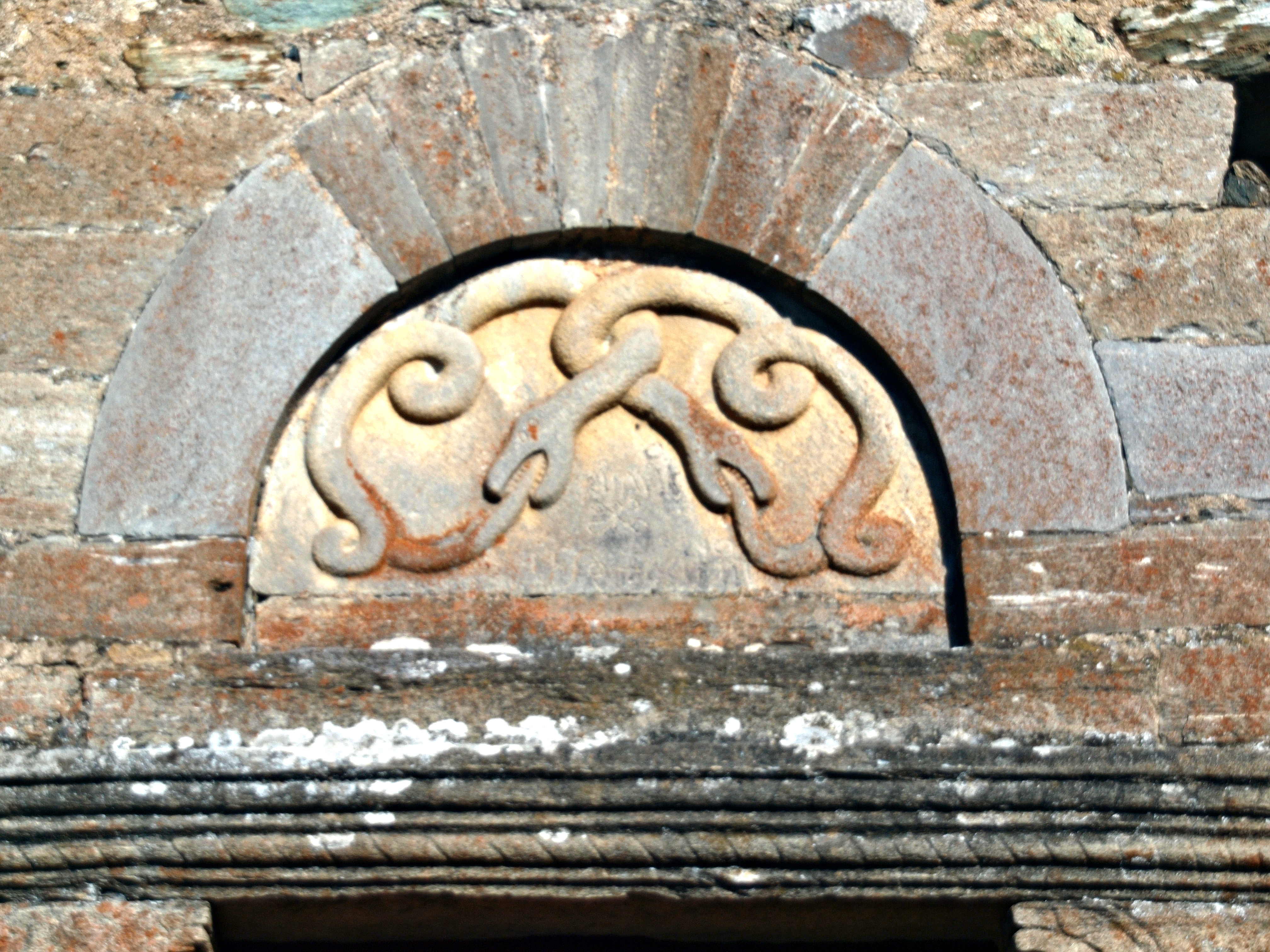
Tympan monolithe au-dessus du linteau de la porte occidentale.

## Localisation
L'église est située sur la commune de Morosaglia, dans le département de la Haute-Corse. Elle est bâtie à 911 m d'altitude sur un mamelon dominant le village.
L'église est accessible par sentiers, depuis Convento, Terchini, Rocca Soprana et Rocca Sottana. Depuis la fontaine à Rocca Sottana, il faut compter une dizaine de minutes de marche pour l'atteindre.

## Historique
Construite durant la période de « paix pisane » qui commence avec l'administration de la Corse par Pise à partir du XIe siècle, elle fait partie de ces constructions corses semblables à leurs sœurs toscanes, mais qui diffèrent par des caractères bien particuliers notamment leur grandeur, si bien qu'on peut parler d'un « style roman pisan corse ».
De plan très simple, cette église romane corse est constituée d'une nef unique prolongée d'une abside semi-circulaire. Comme dans la grande majorité, elle est orientée sur un axe est-ouest, l'abside étant à l'est et la façade principale avec son portail à l'ouest. Ses murs montés en pierres locales (schistes et calcschistes) aux nombreux trous de boulins, présentent différents appareillages expliquant les remaniements successifs. L'appareillage est d'une facture très soignée à son origine, avec des assemblages presque à joints vifs, jusqu'à l'utilisation à la base extérieure de l’abside, de pierres bleutées, sculptées en motif de torsades ou de cordelières. 
Sa datation n'est pas définie car l’édifice a subi des remaniements successifs. La première construction daterait du VIIe siècle. Certaines pierres ont servi plusieurs fois ; les plus anciennes semblent dater de l’époque préromane. En effet, le linteau de la porte principale et des corbeaux qui le soutiennent datent de cette période. Selon Geneviève Moracchini-Mazel, le tympan monolithe placé au-dessus du linteau daterait du début du XIIe siècle ; ce dernier est orné de deux serpents entrelacés se mordant la queue.
Pascal Paoli y fut baptisé.
L'église est inscrite Monument historique par arrêté du 23 juin 1993.